# Fußball-Asienmeisterschaft 2019/Finalrunde
Die Finalrunde der Fußball-Asienmeisterschaft 2019 begann am 20. Januar und endete mit dem Finale am 1. Februar 2019. An der Finalrunde nahmen die jeweiligen Gruppensieger und Gruppenzweiten sowie die vier besten Gruppendritten teil.

## Spielplan
|  | Achtelfinale       | Achtelfinale |                    |                    | Viertelfinale | Viertelfinale |  |  | Halbfinale | Halbfinale |  |  | Finale | Finale |
|  |                    |              |                    |                    |               |               |  |  |            |            |  |  |        |        |
|  |                    |              |                    |                    |               |               |  |  |            |            |  |  |        |        |
|  | Thailand           | 1            |                    |                    |               |               |  |  |            |            |  |  |        |        |
|  | China              | 2            |                    |                    |               |               |  |  |            |            |  |  |        |        |
|  | China              | 2            | China              | 0                  |               |               |  |  |            |            |  |  |        |        |
|  |                    |              | China              | 0                  |               |               |  |  |            |            |  |  |        |        |
|  |                    |              |                    |                    | Iran          | 3             |  |  |            |            |  |  |        |        |
|  | Iran               | 2            |                    |                    | Iran          | 3             |  |  |            |            |  |  |        |        |
|  | Iran               | 2            |                    |                    |               |               |  |  |            |            |  |  |        |        |
|  | Oman               | 0            |                    |                    |               |               |  |  |            |            |  |  |        |        |
|  | Oman               | 0            | Iran               | 0                  |               |               |  |  |            |            |  |  |        |        |
|  |                    |              | Iran               | 0                  |               |               |  |  |            |            |  |  |        |        |
|  |                    |              |                    | Japan              | 3             |               |  |  |            |            |  |  |        |        |
|  | Jordanien          | 1 (2)        |                    | Japan              | 3             |               |  |  |            |            |  |  |        |        |
|  | Jordanien          | 1 (2)        |                    |                    |               |               |  |  |            |            |  |  |        |        |
|  | Vietnam            | 01 (4)2      |                    |                    |               |               |  |  |            |            |  |  |        |        |
|  | Vietnam            | 01 (4)2      | Vietnam            | 0                  |               |               |  |  |            |            |  |  |        |        |
|  |                    |              | Vietnam            | 0                  |               |               |  |  |            |            |  |  |        |        |
|  |                    |              |                    |                    | Japan         | 1             |  |  |            |            |  |  |        |        |
|  | Japan              | 1            |                    |                    | Japan         | 1             |  |  |            |            |  |  |        |        |
|  | Japan              | 1            |                    |                    |               |               |  |  |            |            |  |  |        |        |
|  | Saudi-Arabien      | 0            |                    |                    |               |               |  |  |            |            |  |  |        |        |
|  | Saudi-Arabien      | 0            | Japan              | 1                  |               |               |  |  |            |            |  |  |        |        |
|  |                    |              | Japan              | 1                  |               |               |  |  |            |            |  |  |        |        |
|  |                    |              |                    | Katar              | 3             |               |  |  |            |            |  |  |        |        |
|  | Südkorea           | 021          |                    | Katar              | 3             |               |  |  |            |            |  |  |        |        |
|  | Südkorea           | 021          |                    |                    |               |               |  |  |            |            |  |  |        |        |
|  | Bahrain            | 1            |                    |                    |               |               |  |  |            |            |  |  |        |        |
|  | Bahrain            | 1            | Südkorea           | 0                  |               |               |  |  |            |            |  |  |        |        |
|  |                    |              | Südkorea           | 0                  |               |               |  |  |            |            |  |  |        |        |
|  |                    |              |                    |                    | Katar         | 1             |  |  |            |            |  |  |        |        |
|  | Katar              | 1            |                    |                    | Katar         | 1             |  |  |            |            |  |  |        |        |
|  | Katar              | 1            |                    |                    |               |               |  |  |            |            |  |  |        |        |
|  | Irak               | 0            |                    |                    |               |               |  |  |            |            |  |  |        |        |
|  | Irak               | 0            | Katar              | 4                  |               |               |  |  |            |            |  |  |        |        |
|  |                    |              | Katar              | 4                  |               |               |  |  |            |            |  |  |        |        |
|  |                    |              |                    | Ver. Arab. Emirate | 0             |               |  |  |            |            |  |  |        |        |
|  | Ver. Arab. Emirate | 031          |                    | Ver. Arab. Emirate | 0             |               |  |  |            |            |  |  |        |        |
|  | Ver. Arab. Emirate | 031          |                    |                    |               |               |  |  |            |            |  |  |        |        |
|  | Kirgisistan        | 2            |                    |                    |               |               |  |  |            |            |  |  |        |        |
|  | Kirgisistan        | 2            | Ver. Arab. Emirate | 1                  |               |               |  |  |            |            |  |  |        |        |
|  |                    |              | Ver. Arab. Emirate | 1                  |               |               |  |  |            |            |  |  |        |        |
|  |                    |              |                    |                    | Australien    | 0             |  |  |            |            |  |  |        |        |
|  | Australien         | 00 (4)2      |                    |                    | Australien    | 0             |  |  |            |            |  |  |        |        |
|  | Australien         | 00 (4)2      |                    |                    |               |               |  |  |            |            |  |  |        |        |
|  | Usbekistan         | 0 (2)        |                    |                    |               |               |  |  |            |            |  |  |        |        |

1 Sieg nach Verlängerung

2 Sieg im Elfmeterschießen

## Achtelfinale

### Jordanien – Vietnam 1:1 n.V. (1:1, 1:0), 2:4 i.E.
| Jordanien                                                                  | Jordanien | Vietnam | Vietnam | Aufstellung                         |
| -------------------------------------------------------------------------- | --- | --- | ------- | ----------------------------------- |
| Jordanien                                                                  | \| 1. Achtelfinale \| \| 20. Januar 2019 um 15:00 Uhr (12:00 Uhr MEZ) in Dubai (al-Maktoum Stadium) \| \| Zuschauer: 14.205 \| \| Schiedsrichter: Alireza Faghani ( Iran) \| \| Spielbericht \| | \| 1. Achtelfinale \| \| 20. Januar 2019 um 15:00 Uhr (12:00 Uhr MEZ) in Dubai (al-Maktoum Stadium) \| \| Zuschauer: 14.205 \| \| Schiedsrichter: Alireza Faghani ( Iran) \| \| Spielbericht \| | Vietnam | Aufstellung Jordanien gegen Vietnam |
| Jordanien                                                                  | Amer Shafi – Feras Shelbaieh, Tareq Khattab, Salem al-Ajalin, Anas Bani Yaseen – Saeed Murjan (71. Baha’ Faisal), Baha’ Abdel-Rahman, Musa al-Taamari (98. Ahmad Ersan), Yousef al-Rawashdeh (105.+2' Ahmed Samir), Khalil Bani Attiah – Yaseen al-Bakhit (98. Ihsan Haddad) Cheftrainer: Vital Borkelmans ( Belgien) | Đặng Văn Lâm – Nguyễn Trọng Hoàng (117. Trần Minh Vương), Đỗ Duy Mạnh, Quế Ngọc Hải , Bùi Tiến Dũng, Đoàn Văn Hậu – Nguyễn Quang Hải, Nguyễn Huy Hùng (96. Nguyễn Văn Toàn), Đỗ Hùng Dũng, Phan Văn Đức (105.+1' Lương Xuân Trường) – Nguyễn Công Phượng (77. Nguyễn Tiến Linh) Cheftrainer: Park Hang-seo ( Südkorea) | Vietnam | Aufstellung Jordanien gegen Vietnam |
| Jordanien                                                                  | 1:0 Abdel-Rahman (39.) | 1:1 Nguyễn C. (51) | Vietnam | Aufstellung Jordanien gegen Vietnam |
| Jordanien                                                                  | Elfmeterschießen | | Vietnam | Aufstellung Jordanien gegen Vietnam |
| Jordanien                                                                  | 1:1 Abdel-Rahman Faisal schießt gegen die Latte Đặng hält gegen Samir 2:3 Ersan | 0:1 Quế 1:2 Đỗ H. 1:3 Lương Shafi hält gegen Trần 2:4 Bùi | Vietnam | Aufstellung Jordanien gegen Vietnam |
| Jordanien                                                                  | Bani Attiah (57.) | | Vietnam | Aufstellung Jordanien gegen Vietnam |
| Jordanien                                                                  | Spieler des Spiels: Nguyễn Quang Hải (Vietnam) | | Vietnam | Aufstellung Jordanien gegen Vietnam |
| 1. Achtelfinale                                                            | | |         |                                     |
| 20. Januar 2019 um 15:00 Uhr (12:00 Uhr MEZ) in Dubai (al-Maktoum Stadium) | | |         |                                     |
| Zuschauer: 14.205                                                          | | |         |                                     |
| Schiedsrichter: Alireza Faghani ( Iran)                                    | | |         |                                     |
| Spielbericht                                                               | | |         |                                     |

### Thailand – China 1:2 (1:0)
| Thailand                                                                          | Thailand | China | China | Aufstellung                      |
| --------------------------------------------------------------------------------- | --- | --- | ----- | -------------------------------- |
| Thailand                                                                          | \| 2. Achtelfinale \| \| 20. Januar 2019 um 18:00 Uhr (15:00 Uhr MEZ) in al-Ain (Hazza Bin Zayed Stadium) \| \| Zuschauer: 8.026 \| \| Schiedsrichter: Mohammed Abdullah Hassan Mohammed ( Vereinigte Arabische Emirate) \| \| Spielbericht \|                                                | \| 2. Achtelfinale \| \| 20. Januar 2019 um 18:00 Uhr (15:00 Uhr MEZ) in al-Ain (Hazza Bin Zayed Stadium) \| \| Zuschauer: 8.026 \| \| Schiedsrichter: Mohammed Abdullah Hassan Mohammed ( Vereinigte Arabische Emirate) \| \| Spielbericht \| | China | Aufstellung Thailand gegen China |
| Thailand                                                                          | Siwarak Tedsungnoen – Theerathon Bunmathan, Chalermpong Kerdkaew, Pansa Hemviboon, Mika Chunuonsee – Chanathip Songkrasin, Thitipan Puangchan, Tanaboon Kesarat (81. Pokklaw Anan) – Supachai Chaided (63. Chananan Pombuppha), Teerasil Dangda , Tristan Do Cheftrainer: Sirisak Yodyardthai | Yan Junling – Liu Yang (64. Jin Jingdao), Shi Ke, Zhang Linpeng, Feng Xiaoting – Hao Junmin, Wu Xi (82. Zhao Xuri), Zheng Zhi – Gao Lin, Wu Lei, Yu Dabao (64. Xiao Zhi) Cheftrainer: Marcello Lippi ( Italien)                                | China | Aufstellung Thailand gegen China |
| Thailand                                                                          | 1:0 Chaided (31.) | 1:1 Xiao (67.) 1:2 Gao (71., Foulelfmeter) | China | Aufstellung Thailand gegen China |
| Thailand                                                                          | Puangchan (8.), Kesarat (43.), Chaided (45.) | Zhang (34.), Wu X. (35.), Shi (61.), Jin (88.) | China | Aufstellung Thailand gegen China |
| Thailand                                                                          | Spieler des Spiels: Feng Xiaoting (China) | | China | Aufstellung Thailand gegen China |
| 2. Achtelfinale                                                                   | | |       |                                  |
| 20. Januar 2019 um 18:00 Uhr (15:00 Uhr MEZ) in al-Ain (Hazza Bin Zayed Stadium)  | | |       |                                  |
| Zuschauer: 8.026                                                                  | | |       |                                  |
| Schiedsrichter: Mohammed Abdullah Hassan Mohammed ( Vereinigte Arabische Emirate) | | |       |                                  |
| Spielbericht                                                                      | | |       |                                  |

### Iran – Oman 2:0 (2:0)
| Iran                                                                                   | Iran | Oman | Oman | Aufstellung                 |
| -------------------------------------------------------------------------------------- | --- | --- | ---- | --------------------------- |
| Iran                                                                                   | \| 3. Achtelfinale \| \| 20. Januar 2019 um 21:00 Uhr (18:00 Uhr MEZ) in Abu Dhabi (Mohammed Bin Zayed Stadium) \| \| Zuschauer: 31.945 \| \| Schiedsrichter: César Arturo Ramos ( Mexiko) \| \| Spielbericht \|                                                                                  | \| 3. Achtelfinale \| \| 20. Januar 2019 um 21:00 Uhr (18:00 Uhr MEZ) in Abu Dhabi (Mohammed Bin Zayed Stadium) \| \| Zuschauer: 31.945 \| \| Schiedsrichter: César Arturo Ramos ( Mexiko) \| \| Spielbericht \| | Oman | Aufstellung Iran gegen Oman |
| Iran                                                                                   | Alireza Beiranvand – Ramin Rezaeian, Morteza Pouraliganji, Majid Hosseini, Milad Mohammadi – Mehdi Taremi, Ashkan Dejagah (78. Saman Ghoddos), Omid Ebrahimi, Alireza Jahanbakhsh (69. Rouzbeh Cheshmi), Vahid Amiri – Sardar Azmoun (88. Masoud Shojaei) Cheftrainer: Carlos Queiroz ( Portugal) | Faiz al-Rushaidi – Saad al-Mukhaini, Khalid al-Braiki, Mohammed al-Musalami, Ali al-Busaidi – Salaah al-Yahyaei (46. Khalid al-Hajri), Ahmed Mubarak (81. Mohsin al-Khaldi), Harib al-Saadi – Jameel al-Yahmadi, Muhsen al-Ghassani (88. Mohammed al-Ghassani), Raed Ibrahim Saleh Cheftrainer: Pim Verbeek ( Niederlande) | Oman | Aufstellung Iran gegen Oman |
| Iran                                                                                   | 1:0 Jahanbakhsh (32.) 2:0 Dejagah (41., Foulelfmeter) | | Oman | Aufstellung Iran gegen Oman |
| Iran                                                                                   | Hosseini (2.), Amiri (65.) | al-Musalami (59.) | Oman | Aufstellung Iran gegen Oman |
| Iran                                                                                   | Beiranvand hält Foulelfmeter von Mubarak (2.) | | Oman | Aufstellung Iran gegen Oman |
| Iran                                                                                   | Spieler des Spiels: Alireza Beiranvand (Iran) | | Oman | Aufstellung Iran gegen Oman |
| 3. Achtelfinale                                                                        | | |      |                             |
| 20. Januar 2019 um 21:00 Uhr (18:00 Uhr MEZ) in Abu Dhabi (Mohammed Bin Zayed Stadium) | | |      |                             |
| Zuschauer: 31.945                                                                      | | |      |                             |
| Schiedsrichter: César Arturo Ramos ( Mexiko)                                           | | |      |                             |
| Spielbericht                                                                           | | |      |                             |

### Japan – Saudi-Arabien 1:0 (1:0)
| Japan                                                                        | Japan | Saudi-Arabien | Saudi-Arabien | Aufstellung                           |
| ---------------------------------------------------------------------------- | --- | --- | ------------- | ------------------------------------- |
| Japan                                                                        | \| 4. Achtelfinale \| \| 21. Januar 2019 um 15:00 Uhr (12:00 Uhr MEZ) in Schardscha (Sharjah Stadium) \| \| Zuschauer: 6.832 \| \| Schiedsrichter: Ravshan Ermatov ( Usbekistan) \| \| Spielbericht \|                                                                 | \| 4. Achtelfinale \| \| 21. Januar 2019 um 15:00 Uhr (12:00 Uhr MEZ) in Schardscha (Sharjah Stadium) \| \| Zuschauer: 6.832 \| \| Schiedsrichter: Ravshan Ermatov ( Usbekistan) \| \| Spielbericht \| | Saudi-Arabien | Aufstellung Japan gegen Saudi-Arabien |
| Japan                                                                        | Shūichi Gonda – Hiroki Sakai, Takehiro Tomiyasu, Maya Yoshida , Yūto Nagatomo – Wataru Endō, Gaku Shibasaki, Ritsu Dōan (89. Tsukasa Shiotani), Takumi Minamino (77. Jun’ya Itō), Genki Haraguchi – Yoshinori Mutō (90.+2' Kōya Kitagawa) Cheftrainer: Hajime Moriyasu | Mohammed al-Owais – Mohammed al-Breik, Mohammed al-Fatil, Ali al-Bulaihi, Yasser al-Shahrani – Abdullah Otayf (78. Mohammed al-Saiari), Hattan Bahebri (88. Abdulrahman Ghareeb), Abdulaziz al-Bishi (56. Yahya al-Shehri), Hussain al-Moqahwi, Salem al-Dawsari – Fahad al-Muwallad Cheftrainer: Juan Antonio Pizzi ( Spanien) | Saudi-Arabien | Aufstellung Japan gegen Saudi-Arabien |
| Japan                                                                        | 1:0 Tomiyasu (20.) | | Saudi-Arabien | Aufstellung Japan gegen Saudi-Arabien |
| Japan                                                                        | Mutō (39.) | al-Muwallad (55.), al-Shahrani (81.) | Saudi-Arabien | Aufstellung Japan gegen Saudi-Arabien |
| Japan                                                                        | Spieler des Spiels: Takehiro Tomiyasu (Japan) | | Saudi-Arabien | Aufstellung Japan gegen Saudi-Arabien |
| 4. Achtelfinale                                                              | | |               |                                       |
| 21. Januar 2019 um 15:00 Uhr (12:00 Uhr MEZ) in Schardscha (Sharjah Stadium) | | |               |                                       |
| Zuschauer: 6.832                                                             | | |               |                                       |
| Schiedsrichter: Ravshan Ermatov ( Usbekistan)                                | | |               |                                       |
| Spielbericht                                                                 | | |               |                                       |

### Australien – Usbekistan 0:0 n.V., 4:2 i.E.
| Australien                                                                         | Australien | Usbekistan | Usbekistan | Aufstellung                             |
| ---------------------------------------------------------------------------------- | --- | --- | ---------- | --------------------------------------- |
| Australien                                                                         | \| 5. Achtelfinale \| \| 21. Januar 2019 um 18:00 Uhr (15:00 Uhr MEZ) in al-Ain (Khalifa Bin Zayed Stadium) \| \| Zuschauer: 6.809 \| \| Schiedsrichter: Abdulrahman al-Jassim ( Katar) \| \| Spielbericht \|                                                                     | \| 5. Achtelfinale \| \| 21. Januar 2019 um 18:00 Uhr (15:00 Uhr MEZ) in al-Ain (Khalifa Bin Zayed Stadium) \| \| Zuschauer: 6.809 \| \| Schiedsrichter: Abdulrahman al-Jassim ( Katar) \| \| Spielbericht \| | Usbekistan | Aufstellung Australien gegen Usbekistan |
| Australien                                                                         | Mathew Ryan – Rhyan Grant, Miloš Degenek, Mark Milligan , Aziz Behich – Trent Sainsbury, Jackson Irvine, Awer Mabil (68. Mathew Leckie), Tom Rogic (111. Massimo Luongo), Chris Ikonomidis (96. Robbie Kruse) – Jamie Maclaren (75. Apostolos Giannou) Cheftrainer: Graham Arnold | Ignatiy Nesterov – Davron Khashimov, Islom Toʻxtaxoʻjayev, Anzur Ismoilov, Oleg Zoteyev (105. Farrux Sayfiyev) – Dostonbek Hamdamov (107. Azizbek Turgʻunboyev), Otabek Shukurov, Javokhir Sidikov (73. Ikrom Aliboyev), Jaloliddin Masharipov – Eldor Shomurodov (104. Marat Bikmayev), Odil Ahmedov Cheftrainer: Héctor Cúper ( Argentinien) | Usbekistan | Aufstellung Australien gegen Usbekistan |
| Australien                                                                         | Elfmeterschießen | | Usbekistan | Aufstellung Australien gegen Usbekistan |
| Australien                                                                         | 1:0 Milligan Nesterov hält gegen Behich 2:1 Kruse 3:2 Giannou 4:2 Leckie | 1:1 Shukurov Ryan hält gegen Tukhtakhodjaev 2:2 Alibaev Ryan hält gegen Bikmayev | Usbekistan | Aufstellung Australien gegen Usbekistan |
| Australien                                                                         | Rogic (20.), Behich (25.), Grant (109.) | Tukhtakhodjaev (2.), Khashimov (46.) | Usbekistan | Aufstellung Australien gegen Usbekistan |
| Australien                                                                         | Spieler des Spiels: Jackson Irvine (Australien) | | Usbekistan | Aufstellung Australien gegen Usbekistan |
| 5. Achtelfinale                                                                    | | |            |                                         |
| 21. Januar 2019 um 18:00 Uhr (15:00 Uhr MEZ) in al-Ain (Khalifa Bin Zayed Stadium) | | |            |                                         |
| Zuschauer: 6.809                                                                   | | |            |                                         |
| Schiedsrichter: Abdulrahman al-Jassim ( Katar)                                     | | |            |                                         |
| Spielbericht                                                                       | | |            |                                         |

### Ver. Arab. Emirate – Kirgisistan 3:2 n.V. (2:2, 1:1)
| Ver. Arab. Emirate                                                                    | Ver. Arab. Emirate | Kirgisistan | Kirgisistan | Aufstellung                                      |
| ------------------------------------------------------------------------------------- | --- | --- | ----------- | ------------------------------------------------ |
| Ver. Arab. Emirate                                                                    | \| 6. Achtelfinale \| \| 21. Januar 2019 um 21:00 Uhr (18:00 Uhr MEZ) in Abu Dhabi (Zayed Sports City Stadium) \| \| Zuschauer: 17.784 \| \| Schiedsrichter: Fu Ming ( China) \| \| Spielbericht \| | \| 6. Achtelfinale \| \| 21. Januar 2019 um 21:00 Uhr (18:00 Uhr MEZ) in Abu Dhabi (Zayed Sports City Stadium) \| \| Zuschauer: 17.784 \| \| Schiedsrichter: Fu Ming ( China) \| \| Spielbericht \| | Kirgisistan | Aufstellung Ver. Arab. Emirate gegen Kirgisistan |
| Ver. Arab. Emirate                                                                    | Khalid Eisa – Bandar al-Ahbabi, Khalifa Mubarak (30. Fares Juma), Ismail Ahmed, Al Hassan Saleh – Khamis Esmaeel, Ali Salmeen, Amer Abdulrahman (98. Ahmed Khalil), Ismail Matar (82. Mohamed Ahmed), Khalfan Mubarak (62. Ismail al-Hammadi) – Ali Mabkhout Cheftrainer: Alberto Zaccheroni ( Italien) | Kutman Kadyrbekow – Kairat Schyrgalbek Uulu, Mustafa Jusupow, Tamirlan Kosubajew, Waleri Kitschin – Achlidin Israilow (76. Tursunali Rustamow), Edgar Bernhardt (64. Aziz Sydykow), Vitalij Lux, Farchad Musabekow (80. Anton Semljanuchin), Bekschan Sagynbajew – Mirlan Mursajew (102. Bachtijar Dujschobekow) Cheftrainer: Alexander Krestinin ( Russland) | Kirgisistan | Aufstellung Ver. Arab. Emirate gegen Kirgisistan |
| Ver. Arab. Emirate                                                                    | 1:0 Esmaeel (14.) 2:1 Mabkhout (64.) 3:2 Khalil (103., Foulelfmeter) | 1:1 Mursajew (26.) 2:2 Rustamow (90.+1') | Kirgisistan | Aufstellung Ver. Arab. Emirate gegen Kirgisistan |
| Ver. Arab. Emirate                                                                    | Esmaeel (78.) | Schyrgalbek Uulu (8.), Sagynbajew (23.), Mursajew (88.) | Kirgisistan | Aufstellung Ver. Arab. Emirate gegen Kirgisistan |
| Ver. Arab. Emirate                                                                    | Spieler des Spiels: Bandar al-Ahbabi (Ver. Arab. Emirate) | | Kirgisistan | Aufstellung Ver. Arab. Emirate gegen Kirgisistan |
| 6. Achtelfinale                                                                       | | |             |                                                  |
| 21. Januar 2019 um 21:00 Uhr (18:00 Uhr MEZ) in Abu Dhabi (Zayed Sports City Stadium) | | |             |                                                  |
| Zuschauer: 17.784                                                                     | | |             |                                                  |
| Schiedsrichter: Fu Ming ( China)                                                      | | |             |                                                  |
| Spielbericht                                                                          | | |             |                                                  |

### Südkorea – Bahrain 2:1 n.V. (1:1, 1:0)
| Südkorea                                                                  | Südkorea | Bahrain | Bahrain | Aufstellung                        |
| ------------------------------------------------------------------------- | --- | --- | ------- | ---------------------------------- |
| Südkorea                                                                  | \| 7. Achtelfinale \| \| 22. Januar 2019 um 17:00 Uhr (14:00 Uhr MEZ) in Dubai (al-Rashid Stadium) \| \| Zuschauer: 7.658 \| \| Schiedsrichter: Ryūji Satō ( Japan) \| \| Spielbericht \|                                                                                   | \| 7. Achtelfinale \| \| 22. Januar 2019 um 17:00 Uhr (14:00 Uhr MEZ) in Dubai (al-Rashid Stadium) \| \| Zuschauer: 7.658 \| \| Schiedsrichter: Ryūji Satō ( Japan) \| \| Spielbericht \| | Bahrain | Aufstellung Südkorea gegen Bahrain |
| Südkorea                                                                  | Kim Seung-gyu – Lee Yong, Kim Min-jae, Kim Young-gwon, Hong Chul (96. Kim Jin-su) – Hwang In-beom (89. Lee Seung-woo), Jung Woo-young, Hwang Hee-chan (80. Ji Dong-won), Son Heung-min , Lee Chung-yong (68. Ju Se-jong) – Hwang Ui-jo Cheftrainer: Paulo Bento ( Portugal) | Sayed Shubbar Alawi (102. Abdulkarim Fardan) – Sayed Redha Isa (109. Abdulla Yusuf Helal), Hamad al-Shamsan, Waleed al-Hayam, Mohamed Marhoon (71. Mahdi al-Humaidan) – Kamil al-Aswad, Abdulwahab al-Safi , Sayed Dhiya Saeed, Jamal Rashid, Ali Madan (57. Sami al-Husaini) – Mohamed al-Romaihi Cheftrainer: Miroslav Soukup ( Tschechien) | Bahrain | Aufstellung Südkorea gegen Bahrain |
| Südkorea                                                                  | 1:0 Hwang H. (43.) 2:1 Kim J. (105.+2') | 1:1 al-Romaihi (77.) | Bahrain | Aufstellung Südkorea gegen Bahrain |
| Südkorea                                                                  | Madan (25.), Isa (95.) | | Bahrain | Aufstellung Südkorea gegen Bahrain |
| Südkorea                                                                  | Spieler des Spiels: Lee Yong (Südkorea) | | Bahrain | Aufstellung Südkorea gegen Bahrain |
| 7. Achtelfinale                                                           | | |         |                                    |
| 22. Januar 2019 um 17:00 Uhr (14:00 Uhr MEZ) in Dubai (al-Rashid Stadium) | | |         |                                    |
| Zuschauer: 7.658                                                          | | |         |                                    |
| Schiedsrichter: Ryūji Satō ( Japan)                                       | | |         |                                    |
| Spielbericht                                                              | | |         |                                    |

### Katar – Irak 1:0 (0:0)
| Katar                                                                         | Katar | Irak | Irak | Aufstellung                  |
| ----------------------------------------------------------------------------- | --- | --- | ---- | ---------------------------- |
| Katar                                                                         | \| 8. Achtelfinale \| \| 22. Januar 2019 um 20:00 Uhr (17:00 Uhr MEZ) in Abu Dhabi (al-Nahyan Stadium) \| \| Zuschauer: 14.701 \| \| Schiedsrichter: Muhammad Taqi ( Singapur) \| \| Spielbericht \|                             | \| 8. Achtelfinale \| \| 22. Januar 2019 um 20:00 Uhr (17:00 Uhr MEZ) in Abu Dhabi (al-Nahyan Stadium) \| \| Zuschauer: 14.701 \| \| Schiedsrichter: Muhammad Taqi ( Singapur) \| \| Spielbericht \|                                                | Irak | Aufstellung Katar gegen Irak |
| Katar                                                                         | Saad al-Sheeb – Ró-Ró, Bassam al-Rawi, Tarek Salman, Abdelkarim Hassan – Abdulaziz Hatem, Assim Madibo, Boualem Khoukhi – Hassan al-Haydos (90. Karim Boudiaf), Almoez Abdulla, Akram Afif Cheftrainer: Félix Sánchez ( Spanien) | Jalal Hassan – Ahmad Ibrahim, Ali Adnan, Alaa Ali Mhawi (71. Rebin Sulaka), Ali Faez – Bashar Resan, Humam Tariq (36. Ali Husni, 66. Mohammed Dawood), Safaa Hadi, Amjad Attwan, Hussein Ali – Mohanad Ali Cheftrainer: Srečko Katanec ( Slowenien) | Irak | Aufstellung Katar gegen Irak |
| Katar                                                                         | 1:0 al-Rawi (62.) | | Irak | Aufstellung Katar gegen Irak |
| Katar                                                                         | Madibo (11.), Hassan (84.), al-Rawi (90.+3') | M. Ali (24.), Ibrahim (39.), Attwan (73.), Hadi (86.) | Irak | Aufstellung Katar gegen Irak |
| Katar                                                                         | Spieler des Spiels: Akram Afif (Katar) | | Irak | Aufstellung Katar gegen Irak |
| 8. Achtelfinale                                                               | | |      |                              |
| 22. Januar 2019 um 20:00 Uhr (17:00 Uhr MEZ) in Abu Dhabi (al-Nahyan Stadium) | | |      |                              |
| Zuschauer: 14.701                                                             | | |      |                              |
| Schiedsrichter: Muhammad Taqi ( Singapur)                                     | | |      |                              |
| Spielbericht                                                                  | | |      |                              |

## Viertelfinale

### Vietnam – Japan 0:1 (0:0)
| Vietnam                                                                    | Vietnam | Japan | Japan | Aufstellung                     |
| -------------------------------------------------------------------------- | --- | --- | ----- | ------------------------------- |
| Vietnam                                                                    | \| 1. Viertelfinale \| \| 24. Januar 2019 um 17:00 Uhr (14:00 Uhr MEZ) in Dubai (al-Maktoum Stadium) \| \| Zuschauer: 8.954 \| \| Schiedsrichter: Mohammed Abdullah Hassan Mohammed \| \| Spielbericht \|                                                                                         | \| 1. Viertelfinale \| \| 24. Januar 2019 um 17:00 Uhr (14:00 Uhr MEZ) in Dubai (al-Maktoum Stadium) \| \| Zuschauer: 8.954 \| \| Schiedsrichter: Mohammed Abdullah Hassan Mohammed \| \| Spielbericht \|                                                         | Japan | Aufstellung Vietnam gegen Japan |
| Vietnam                                                                    | Đặng Văn Lâm – Nguyễn Trọng Hoàng (63. Nguyễn Phong Hồng Duy), Nguyễn Quang Hải, Quế Ngọc Hải , Đỗ Duy Mạnh, Bùi Tiến Dũng – Nguyễn Công Phượng, Đỗ Hùng Dũng, Đoàn Văn Hậu – Nguyễn Huy Hùng (54. Nguyễn Văn Toàn) – Phan Văn Đức (75. Lương Xuân Trường) Cheftrainer: Park Hang-seo ( Südkorea) | Shūichi Gonda – Hiroki Sakai, Takehiro Tomiyasu, Maya Yoshida , Yūto Nagatomo – Ritsu Dōan, Gaku Shibasaki, Wataru Endō, Genki Haraguchi (79. Takashi Inui) – Takumi Minamino (89. Tsukasa Shiotani), Kōya Kitagawa (72. Yūya Ōsako) Cheftrainer: Hajime Moriyasu | Japan | Aufstellung Vietnam gegen Japan |
| Vietnam                                                                    | 0:1 Doan (57., Foulelfmeter) | | Japan | Aufstellung Vietnam gegen Japan |
| Vietnam                                                                    | Bùi (56.), Đoàn (60.) | | Japan | Aufstellung Vietnam gegen Japan |
| Vietnam                                                                    | Spieler des Spiels: Ritsu Dōan (Japan) | | Japan | Aufstellung Vietnam gegen Japan |
| 1. Viertelfinale                                                           | | |       |                                 |
| 24. Januar 2019 um 17:00 Uhr (14:00 Uhr MEZ) in Dubai (al-Maktoum Stadium) | | |       |                                 |
| Zuschauer: 8.954                                                           | | |       |                                 |
| Schiedsrichter: Mohammed Abdullah Hassan Mohammed                          | | |       |                                 |
| Spielbericht                                                               | | |       |                                 |

### China – Iran 0:3 (0:2)
| China                                                                                  | China | Iran | Iran | Aufstellung                  |
| -------------------------------------------------------------------------------------- | --- | --- | ---- | ---------------------------- |
| China                                                                                  | \| 2. Viertelfinale \| \| 24. Januar 2019 um 20:00 Uhr (17:00 Uhr MEZ) in Abu Dhabi (Mohammed Bin Zayed Stadium) \| \| Zuschauer: 19.578 \| \| Schiedsrichter: Abdulrahman al-Jassim ( Katar) \| \| Spielbericht \| | \| 2. Viertelfinale \| \| 24. Januar 2019 um 20:00 Uhr (17:00 Uhr MEZ) in Abu Dhabi (Mohammed Bin Zayed Stadium) \| \| Zuschauer: 19.578 \| \| Schiedsrichter: Abdulrahman al-Jassim ( Katar) \| \| Spielbericht \|                                                                                           | Iran | Aufstellung China gegen Iran |
| China                                                                                  | Yan Junling – Feng Xiaoting (28. Xiao Zhi), Liu Yiming, Shi Ke, Zhang Chengdong – Wu Xi (25. Zhao Xuri), Zheng Zhi , Liu Yang – Wu Lei (75. Yu Dabao), Gao Lin, Hao Junmin Cheftrainer: Marcello Lippi ( Italien)   | Alireza Beiranvand – Ramin Rezaeian, Morteza Pouraliganji, Hossein Kanaanizadegan, Milad Mohammadi – Alireza Jahanbakhsh (68. Saman Ghoddos), Omid Ebrahimi, Ehsan Hajsafi, Ashkan Dejagah (76. Rouzbeh Cheshmi), Mehdi Taremi – Sardar Azmoun (86. Karim Ansarifard) Cheftrainer: Carlos Queiroz ( Portugal) | Iran | Aufstellung China gegen Iran |
| China                                                                                  | 0:1 Taremi (18.) 0:2 Azmoun (31.) 0:3 Ansarifard (90.+1') | | Iran | Aufstellung China gegen Iran |
| China                                                                                  | Xiao (78.) | Taremi (67.) | Iran | Aufstellung China gegen Iran |
| China                                                                                  | Spieler des Spiels: Sardar Azmoun (Iran) | | Iran | Aufstellung China gegen Iran |
| 2. Viertelfinale                                                                       | | |      |                              |
| 24. Januar 2019 um 20:00 Uhr (17:00 Uhr MEZ) in Abu Dhabi (Mohammed Bin Zayed Stadium) | | |      |                              |
| Zuschauer: 19.578                                                                      | | |      |                              |
| Schiedsrichter: Abdulrahman al-Jassim ( Katar)                                         | | |      |                              |
| Spielbericht                                                                           | | |      |                              |

### Südkorea – Katar 0:1 (0:0)
| Südkorea                                                                              | Südkorea | Katar | Katar | Aufstellung                      |
| ------------------------------------------------------------------------------------- | --- | --- | ----- | -------------------------------- |
| Südkorea                                                                              | \| 3. Viertelfinale \| \| 25. Januar 2019 um 17:00 Uhr (14:00 Uhr MEZ) in Abu Dhabi (Zayed Sports City Stadium) \| \| Zuschauer: 13.791 \| \| Schiedsrichter: Ravshan Ermatov ( Usbekistan) \| \| Spielbericht \|                                         | \| 3. Viertelfinale \| \| 25. Januar 2019 um 17:00 Uhr (14:00 Uhr MEZ) in Abu Dhabi (Zayed Sports City Stadium) \| \| Zuschauer: 13.791 \| \| Schiedsrichter: Ravshan Ermatov ( Usbekistan) \| \| Spielbericht \|                                           | Katar | Aufstellung Südkorea gegen Katar |
| Südkorea                                                                              | Kim Seung-gyu – Lee Yong, Kim Min-jae, Kim Young-gwon, Kim Jin-su – Hwang In-beom (74. Koo Ja-cheol), Jung Woo-young, Ju Se-jong (82. Ji Dong-won), Son Heung-min , Lee Chung-yong (84. Lee Seung-woo) – Hwang Ui-jo Cheftrainer: Paulo Bento ( Portugal) | Saad al-Sheeb – Ró-Ró, Bassam al-Rawi, Tarek Salman, Salem al-Hajri – Boualem Khoukhi, Abdulkarim al-Ali, Hassan al-Haydos (90. Karim Boudiaf), Abdulaziz Hatem, Akram Afif – Almoez Abdulla (90.+5' Ahmed Alaaeldin) Cheftrainer: Félix Sánchez ( Spanien) | Katar | Aufstellung Südkorea gegen Katar |
| Südkorea                                                                              | 0:1 Hatem (78.) | | Katar | Aufstellung Südkorea gegen Katar |
| Südkorea                                                                              | Kim M. (9.), Jung (51.) | Hatem (37.), al-Rawi (40.) | Katar | Aufstellung Südkorea gegen Katar |
| Südkorea                                                                              | Spieler des Spiels: Abdulaziz Hatem (Katar) | | Katar | Aufstellung Südkorea gegen Katar |
| 3. Viertelfinale                                                                      | | |       |                                  |
| 25. Januar 2019 um 17:00 Uhr (14:00 Uhr MEZ) in Abu Dhabi (Zayed Sports City Stadium) | | |       |                                  |
| Zuschauer: 13.791                                                                     | | |       |                                  |
| Schiedsrichter: Ravshan Ermatov ( Usbekistan)                                         | | |       |                                  |
| Spielbericht                                                                          | | |       |                                  |

### Ver. Arab. Emirate – Australien 1:0 (0:0)
| Ver. Arab. Emirate                                                               | Ver. Arab. Emirate | Australien | Australien | Aufstellung                                     |
| -------------------------------------------------------------------------------- | --- | --- | ---------- | ----------------------------------------------- |
| Ver. Arab. Emirate                                                               | \| 4. Viertelfinale \| \| 25. Januar 2019 um 20:00 Uhr (17:00 Uhr MEZ) in al-Ain (Hazza Bin Zayed Stadium) \| \| Zuschauer: 25.053 \| \| Schiedsrichter: Ryūji Satō ( Japan) \| \| Spielbericht \|                                                                               | \| 4. Viertelfinale \| \| 25. Januar 2019 um 20:00 Uhr (17:00 Uhr MEZ) in al-Ain (Hazza Bin Zayed Stadium) \| \| Zuschauer: 25.053 \| \| Schiedsrichter: Ryūji Satō ( Japan) \| \| Spielbericht \|                                                               | Australien | Aufstellung Ver. Arab. Emirate gegen Australien |
| Ver. Arab. Emirate                                                               | Khalid Eisa – Mohamed Ahmed (18. Khalifa al-Hammadi), Fares Juma, Ismail Ahmed, Walid Abbas – Ali Salmeen, Majed Hassan, Bandar al-Ahbabi, Ismail Matar (52. Mohamed Abdulrahman), Ismail al-Hammadi (88. Saif Rashid) – Ali Mabkhout Cheftrainer: Alberto Zaccheroni ( Italien) | Mathew Ryan – Rhyan Grant, Trent Sainsbury, Miloš Degenek, Aziz Behich – Robbie Kruse (73. Awer Mabil), Jackson Irvine, Mark Milligan , Chris Ikonomidis – Apostolos Giannou (80. Andrew Nabbout), Jamie Maclaren (60. Mathew Leckie) Cheftrainer: Graham Arnold | Australien | Aufstellung Ver. Arab. Emirate gegen Australien |
| Ver. Arab. Emirate                                                               | 1:0 Mabkhout (68.) | | Australien | Aufstellung Ver. Arab. Emirate gegen Australien |
| Ver. Arab. Emirate                                                               | I. al-Hammadi (61.), Abbas (78.) | Kruse (44.), Irvine (90.+7') | Australien | Aufstellung Ver. Arab. Emirate gegen Australien |
| Ver. Arab. Emirate                                                               | Spieler des Spiels: Ali Mabkhout (Ver. Arab. Emirate) | | Australien | Aufstellung Ver. Arab. Emirate gegen Australien |
| 4. Viertelfinale                                                                 | | |            |                                                 |
| 25. Januar 2019 um 20:00 Uhr (17:00 Uhr MEZ) in al-Ain (Hazza Bin Zayed Stadium) | | |            |                                                 |
| Zuschauer: 25.053                                                                | | |            |                                                 |
| Schiedsrichter: Ryūji Satō ( Japan)                                              | | |            |                                                 |
| Spielbericht                                                                     | | |            |                                                 |

## Halbfinale

### Iran – Japan 0:3 (0:0)
| Iran                                                                             | Iran | Japan | Japan | Aufstellung                  |
| -------------------------------------------------------------------------------- | --- | --- | ----- | ---------------------------- |
| Iran                                                                             | \| 1. Halbfinale \| \| 28. Januar 2019 um 18:00 Uhr (15:00 Uhr MEZ) in al-Ain (Hazza Bin Zayed Stadium) \| \| Zuschauer: 23.262 \| \| Schiedsrichter: Chris Beath ( Australien) \| \| Spielbericht \| | \| 1. Halbfinale \| \| 28. Januar 2019 um 18:00 Uhr (15:00 Uhr MEZ) in al-Ain (Hazza Bin Zayed Stadium) \| \| Zuschauer: 23.262 \| \| Schiedsrichter: Chris Beath ( Australien) \| \| Spielbericht \|                                                        | Japan | Aufstellung Iran gegen Japan |
| Iran                                                                             | Alireza Beiranvand – Ramin Rezaeian, Morteza Pouraliganji, Hossein Kanaanizadegan, Milad Mohammadi – Omid Ebrahimi, Ehsan Hajsafi, Alireza Jahanbakhsh (71. Mehdi Torabi), Ashkan Dejagah (71. Saman Ghoddos), Vahid Amiri (58. Karim Ansarifard) – Sardar Azmoun Cheftrainer: Carlos Queiroz ( Portugal) | Shūichi Gonda – Hiroki Sakai (73. Sei Muroya), Takehiro Tomiyasu, Maya Yoshida , Yūto Nagatomo – Ritsu Dōan (89. Jun’ya Itō), Gaku Shibasaki, Wataru Endō (60. Tsukasa Shiotani), Genki Haraguchi – Yūya Ōsako, Takumi Minamino Cheftrainer: Hajime Moriyasu | Japan | Aufstellung Iran gegen Japan |
| Iran                                                                             | 0:1 Ōsako (56.) 0:2 Ōsako (67., Handelfmeter) 0:3 Haraguchi (90.+1') | | Japan | Aufstellung Iran gegen Japan |
| Iran                                                                             | Amiri (24.), Ebrahimi (44.), Azmoun (90.+4') | Sakai (46.), Nagatomo (90.+4') | Japan | Aufstellung Iran gegen Japan |
| Iran                                                                             | Spieler des Spiels: Yūya Ōsako (Japan) | | Japan | Aufstellung Iran gegen Japan |
| 1. Halbfinale                                                                    | | |       |                              |
| 28. Januar 2019 um 18:00 Uhr (15:00 Uhr MEZ) in al-Ain (Hazza Bin Zayed Stadium) | | |       |                              |
| Zuschauer: 23.262                                                                | | |       |                              |
| Schiedsrichter: Chris Beath ( Australien)                                        | | |       |                              |
| Spielbericht                                                                     | | |       |                              |

### Katar – Ver. Arab. Emirate 4:0 (2:0)
| Katar                                                                                  | Katar | Ver. Arab. Emirate | Ver. Arab. Emirate | Aufstellung                                |
| -------------------------------------------------------------------------------------- | --- | --- | ------------------ | ------------------------------------------ |
| Katar                                                                                  | \| 2. Halbfinale \| \| 29. Januar 2019 um 18:00 Uhr (15:00 Uhr MEZ) in Abu Dhabi (Mohammed Bin Zayed Stadium) \| \| Zuschauer: 38.646 \| \| Schiedsrichter: César Arturo Ramos ( Mexiko) \| \| Spielbericht \|                                                                    | \| 2. Halbfinale \| \| 29. Januar 2019 um 18:00 Uhr (15:00 Uhr MEZ) in Abu Dhabi (Mohammed Bin Zayed Stadium) \| \| Zuschauer: 38.646 \| \| Schiedsrichter: César Arturo Ramos ( Mexiko) \| \| Spielbericht \|                                                                   | Ver. Arab. Emirate | Aufstellung Katar gegen Ver. Arab. Emirate |
| Katar                                                                                  | Saad al-Sheeb – Ró-Ró (90.+4' Tameem al-Muhaza), Assim Madibo, Boualem Khoukhi, Tarek Salman, Abdelkarim Hassan – Hassan al-Haydos , Salem al-Hajri, Karim Boudiaf – Akram Afif (90.+2' Hamid Ismail), Almoez Abdulla (86. Ahmed Alaaeldin) Cheftrainer: Félix Sánchez ( Spanien) | Khalid Eisa – Khamis Esmaeel, Ismail Ahmed, Fares Juma , Walid Abbas – Ali Salmeen, Amer Abdulrahman (46. Ismail Matar), Bandar al-Ahbabi, Saif Rashid (70. Mohamed Abdulrahman), Ismail al-Hammadi (51. Ahmed Khalil) – Ali Mabkhout Cheftrainer: Alberto Zaccheroni ( Italien) | Ver. Arab. Emirate | Aufstellung Katar gegen Ver. Arab. Emirate |
| Katar                                                                                  | 1:0 Khoukhi (22.) 2:0 Abdulla (37.) 3:0 al-Haydos (80.) 4:0 Ismail (90.+3') | | Ver. Arab. Emirate | Aufstellung Katar gegen Ver. Arab. Emirate |
| Katar                                                                                  | Boudiaf (62.), Alaaeldin (87.) | Matar (55.) | Ver. Arab. Emirate | Aufstellung Katar gegen Ver. Arab. Emirate |
| Katar                                                                                  | Ahmed (90.+1') | | Ver. Arab. Emirate | Aufstellung Katar gegen Ver. Arab. Emirate |
| Katar                                                                                  | Spieler des Spiels: Boualem Khoukhi (Katar) | | Ver. Arab. Emirate | Aufstellung Katar gegen Ver. Arab. Emirate |
| 2. Halbfinale                                                                          | | |                    |                                            |
| 29. Januar 2019 um 18:00 Uhr (15:00 Uhr MEZ) in Abu Dhabi (Mohammed Bin Zayed Stadium) | | |                    |                                            |
| Zuschauer: 38.646                                                                      | | |                    |                                            |
| Schiedsrichter: César Arturo Ramos ( Mexiko)                                           | | |                    |                                            |
| Spielbericht                                                                           | | |                    |                                            |

## Finale

### Japan – Katar 1:3 (0:2)
| Japan                                                                                 | Japan | Katar | Katar | Aufstellung                   |
| ------------------------------------------------------------------------------------- | --- | --- | ----- | ----------------------------- |
| Japan                                                                                 | \| Finale \| \| 1. Februar 2019 um 18:00 Uhr (15:00 Uhr MEZ) in Abu Dhabi (Zayed Sports City Stadium) \| \| Zuschauer: 36.776 \| \| Schiedsrichter: Ravshan Ermatov ( Usbekistan) \| \| Spielbericht \|                                                           | \| Finale \| \| 1. Februar 2019 um 18:00 Uhr (15:00 Uhr MEZ) in Abu Dhabi (Zayed Sports City Stadium) \| \| Zuschauer: 36.776 \| \| Schiedsrichter: Ravshan Ermatov ( Usbekistan) \| \| Spielbericht \|                                                                        | Katar | Aufstellung Japan gegen Katar |
| Japan                                                                                 | Shūichi Gonda – Hiroki Sakai, Takehiro Tomiyasu, Maya Yoshida , Yūto Nagatomo – Genki Haraguchi (62. Yoshinori Mutō), Gaku Shibasaki, Tsukasa Shiotani (84. Jun’ya Itō), Ritsu Dōan – Yūya Ōsako, Takumi Minamino (89. Takashi Inui) Cheftrainer: Hajime Moriyasu | Saad al-Sheeb – Ró-Ró, Bassam al-Rawi, Boualem Khoukhi (61. Salem al-Hajri), Tarek Salman, Abdelkarim Hassan – Hassan al-Haydos (74. Karim Boudiaf), Abdulaziz Hatem, Assim Madibo – Akram Afif, Almoez Abdulla (90.+6' Ahmed Alaaeldin) Cheftrainer: Félix Sánchez ( Spanien) | Katar | Aufstellung Japan gegen Katar |
| Japan                                                                                 | 1:2 Minamino (69.) | 0:1 Abdulla (12.) 0:2 Hatem (27.) 1:3 Afif (83., Handelfmeter) | Katar | Aufstellung Japan gegen Katar |
| Japan                                                                                 | Shibasaki (20.), Yoshida (82.), Sakai (86.) | Afif (84.), Ró-Ró (90.+3') | Katar | Aufstellung Japan gegen Katar |
| Japan                                                                                 | Spieler des Spiels: Akram Afif (Katar) | | Katar | Aufstellung Japan gegen Katar |
| Finale                                                                                | | |       |                               |
| 1. Februar 2019 um 18:00 Uhr (15:00 Uhr MEZ) in Abu Dhabi (Zayed Sports City Stadium) | | |       |                               |
| Zuschauer: 36.776                                                                     | | |       |                               |
| Schiedsrichter: Ravshan Ermatov ( Usbekistan)                                         | | |       |                               |
| Spielbericht                                                                          | | |       |                               |